# Йеннер, Юлиан
Юлиан Кристофер Йеннер (нидерл. Julian Christopher Jenner; род. 28 февраля 1984 года, Делфт, Нидерланды) — нидерландский футболист, завершивший игровую карьеру, выступал на позиции полузащитника.

## Клубная карьера
Йеннер начал карьеру в клубе НАК Бреда. В 2003 году он дебютировал за команду в Эредивизи. В 2006 году Юлиан перешёл в АЗ. 3 февраля 2007 года в матче против ПСВ он забил свой первый гол за новую команду. В этом же сезоне Йеннер помог клубу из Алкмара выйти в финал Кубка Нидерландов. В 2008 году он на правах аренды перешёл в «Витесс». 14 сентября в матче против «Де Графсхапа» Юлиан дебютировал за клуб. По окончании срока аренды руководство «Витесса» выкупило трансфер Йеннера.
В начале 2010 года для получения игровой практики он на правах аренды перешёл в немецкий «Рот-Вайсс». 23 января в матче против «Кайзерслаутерна» Юлиан дебютировал во Второй Бундеслиге. 5 марта в поединке против ростокской «Ганзы» он забил свой первый гол за «Рот-Вайсс». Вторую половину сезона Йеннер провёл в «Витессе». 17 октября в матче против «Роды» он забил первый гол за команду. Летом 2011 года Юлиан на правах аренды вернулся в родной НАК Бреда.
Летом 2012 года Йеннер подписал контракт с венгерским «Ференцварош». 14 сентября в поединке против «Халадаша» он дебютировал в чемпионате Венгрии. 24 ноября в матче против «Кечкемета» Юлиан забил первый гол за «Ференцварош». В 2013 году Йеннер помог команде выиграть Кубок Венгрии.
В 2014 году он перешёл в «Диошдьёр». 1 ноября в поединке против «Дьёра» Юлиан дебютировал за новый клуб.

## Международная карьера
В 2007 году Йеннер в составе молодёжной национальной команды выиграл домашний молодёжный чемпионат Европы.

## Достижения
Командные
 «Ференцварош»
- Обладатель Кубка Венгрии — 2012/2013

Международная
 Нидерланды (до 23)
- Чемпионат Европы по футболу среди молодёжных команд — 2007